# Tell – Das Musical
Tell – Das Musical ist ein Musical von Marc Schubring (Musik), Wolfgang Adenberg (Liedtexte), Hans Dieter Schreeb (Buch) und John Havu (Creative Development) frei nach dem Drama Wilhelm Tell von Friedrich Schiller. Es wurde vom Gallissas Verlag für die Walensee-Bühne in Walenstadt entwickelt. Das Musical baut auf dem Drama von Schiller auf, ergänzt es jedoch um weitere Elemente und zeigt die Protagonisten entgegen der üblichen Darstellung als junge Männer.

## Handlung
Die Habsburger unterdrücken das Volk der Waldstätte am Vierwaldstättersee. Johann Parricida, der Herzog von Schwaben, weilt hier, um die Dienste der Landvögte im Namen seines Onkels, König Albrecht, zu kontrollieren. Er wird vom berüchtigten Landvogt Gessler auf dessen Burg geladen. Zu Gast sind auch die junge, frei denkende Adlige Bertha von Bruneck und Ulrich von Rudenz, der Neffe des sterbenden Freiherrn von Attinghausen aus Uri. Attinghausen ist in Sorge, weil sich sein Neffe in die Dienste der Habsburger stellt. Ulrich von Rudenz hegt Hoffnung auf Ansehen und die Gunst der jungen Bertha. Doch sie beschwört Ulrich von Rudenz, sich auf die Seite seines Volkes zu schlagen.
Die Tyrannei wird immer brutaler und so rufen die Vertreter von Uri, Schwyz und Unterwalden zum Aufstand. Sie treffen sich heimlich mit Verbündeten auf dem Rütli, um ihren alten Bund zu erneuern. Als Tells Schwiegervater, Walther Fürst, versucht, Tell für ihre Sache zu gewinnen, lehnt dieser vehement ab. In der Not ist er jedoch für sie da. Vorerst aber für seine Familie und sich selbst. Tell zeigt auf seine Weise Mut und Unabhängigkeit. Als er sich weigert, einen Hut stellvertretend für die Obrigkeit zu grüssen, zwingt ihn Gessler zur Strafe, einen Apfel vom Kopf seines Sohnes zu schiessen. Gertrud Stauffacher fleht um Gnade für Tell, und selbst Ulrich von Rudenz sieht jetzt die Ungerechtigkeit Gesslers. Mit dem zweiten Pfeil trifft Tell Gessler in der Hohlen Gasse und tötet ihn.
Sein Tod ist das Signal für den Aufstand. Ulrich von Rudenz entscheidet sich rechtzeitig für sein Volk und erlangt so Berthas Liebe. König Albrecht wird unterdessen hinterhältig von seinem Neffen Johann ermordet. Nach der Tat sucht Johann als flüchtiger Mönch ausgerechnet Barmherzigkeit bei Tell. Doch Tell weist ihn schroff zurück. Als die Landsleute kommen, um Tell als Held zu feiern, lehnt er die Huldigung ab. Tell wird Symbol für Unabhängigkeit und Freiheit.

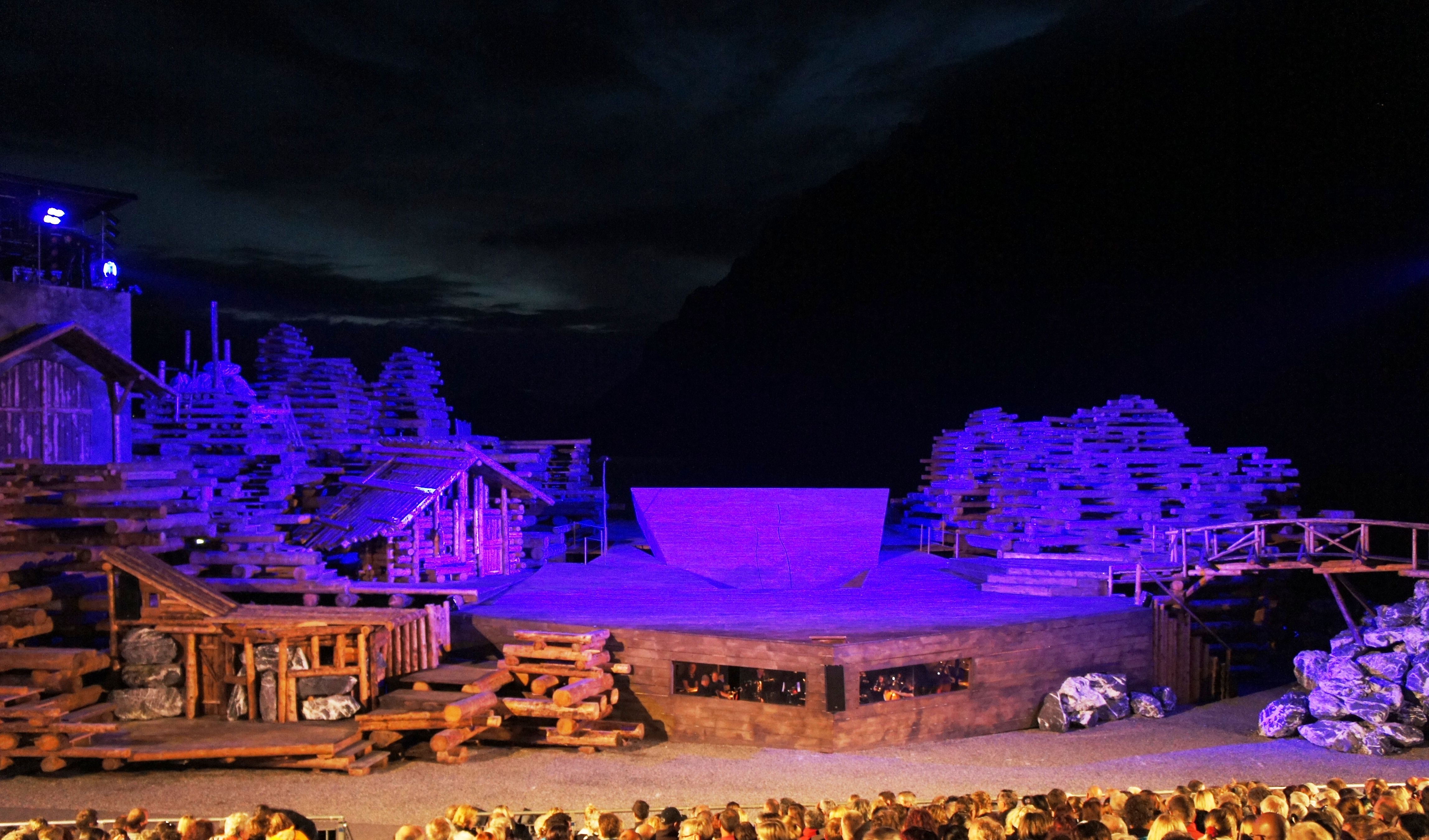
Das Bühnenbild von Tell – Das Musical nach der Pause

## Lieder
Die Lieder des Musicals:

### Akt 1
1. So wie es ist / Prolog
2. Zuhaus
3. Die Schönheit der Macht
4. Ein Hoch auf den Landvogt
5. Mehr verlang ich nicht
6. Respekt
7. Wie schön
8. Mit Männern wie dir / Der Starke ist am mächtigsten allein
9. Wenn nicht du, wer dann
10. Adlig zu sein
11. Keine Macht der Welt
12. Wenn du ein Ziel hast
13. Nicht ungestraft
14. Wenn ihr nur einig seid
15. Mehr verlang ich nicht – Reprise I
16. Wenn wir einig sind – Reprise
17. Rütli-Schwur

### Akt 2
1. Entr’Acte
2. Nicht ungestraft – Reprise
3. Respekt – Reprise
4. Ein Schritt zu weit
5. Mehr verlang ich nicht – Reprise
6. Der Apfelschuss
7. Vorherbestimmt
8. Wenn ihr nur einig seid – Reprise II
9. Noch nicht zu spät
10. Der Sturm / Die Flucht / Johann
11. Hohle Gasse / Ein einfacher Mann
12. Der Burgenaufstand
13. Die Schönheit der Macht – Reprise
14. Finale / Rütlischwur – Reprise

## Produktion
Die Uraufführung fand am 18. Juli 2012 auf der Walensee-Bühne in Walenstadt statt.
| Regie                | Nico Rabenald und Christopher Tölle |
| Ausstattung          | Christoph Weyers                    |
| Choreographie        | Christopher Tölle                   |
| Musikalische Leitung | Andreas Felber                      |

| Wilhelm Tell                                  | Fabian Egli           |
| Hedwig Tell                                   | Pia Lustenberger      |
| Walter Tell                                   | Annette Huber         |
| Hermann Gessler, Reichsvogt in Schwyz und Uri | Bruno Grassini        |
| Johann, Herzog von Schwaben                   | Patric Scott          |
| Werner, Freiherr von Attinghausen             | Florian Schneider     |
| Ulrich von Rudenz, Neffe von Attinghausen     | Samuel Tobias Klauser |
| Walther Fürst                                 | Christoph Wettstein   |
| Konrad Baumgarten                             | Matthias Beurer       |
| Arnold vom Melchtal                           | Oliver Frischknecht   |
| Werner Stauffacher                            | Wolfgang Grindemann   |
| Gertrud Stauffacher                           | Sylvia Heckendorn     |
| Frau von Bruneck                              | Cécile Gschwind       |
| Berta (Tochter von Frau von Bruneck)          | Eveline Suter         |
| Konrad von Tegerfeld                          | Thorsten Kugler       |
| Hauptmann                                     | Oliver Koch           |